# Zelenika (Živinice)
Pour les articles homonymes, voir Zelenika.
Zelenika (en cyrillique : Зеленика) est un village de Bosnie-Herzégovine. Il est situé dans la municipalité de Živinice, dans le canton de Tuzla et dans la fédération de Bosnie-et-Herzégovine. Selon les premiers résultats du recensement bosnien de 2013, il compte 757 habitants.

## Géographie
Le village est situé à la confluence de Krivača et de la Spreča (un affluent de la Bosna) ; la rivière Mala Spreča conflue également avec la Spreča à la hauteur du village.

## Démographie

### Évolution historique de la population dans la localité
| 1948 | 1953 | 1961 | 1971 | 1981 | 1991 | 2013 |
| ---- | ---- | ---- | ---- | ---- | ---- | ---- |
| -    | -    | 345  | 489  | 653  | 729  | 757  |

|  |